# Chlorocypha victoriae
Chlorocypha victoriae är en trollsländeart som först beskrevs av W. Foerster 1914.  Chlorocypha victoriae ingår i släktet Chlorocypha och familjen Chlorocyphidae. IUCN kategoriserar arten globalt som livskraftig. Inga underarter finns listade i Catalogue of Life.